# Арки (скупчення)

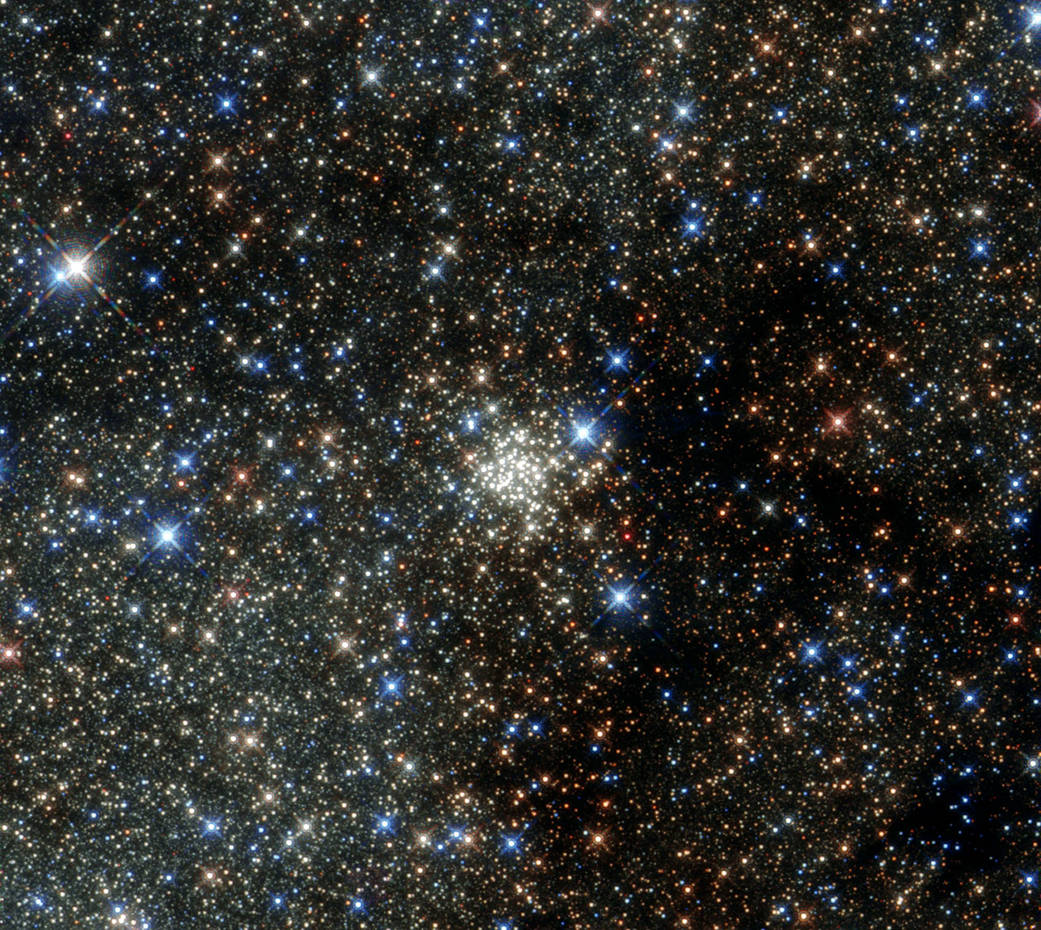
Інфрачервоне фото скупчення Арки, зроблене телескопом Габбл NASA/ESA 29.05.2015

Зоряне скупчення Арки — це найбільш щільне з відомих зоряних скупчень у Чумацькому Шляху, розташоване за ~100 світлових років від його центру, у сузір'ї Стрільця, у 25 000 світлових роках від Землі.
Через надзвичайно сильне оптичне міжзоряне поглинання пилом у цьому регіоні, скупчення Арки у видимому світлі затемнене, але спостерігається на рентгенівських, інфрачервоних та радіо-хвилях. Скупчення складається з приблизно 135 молодих, дуже гарячих зір, діаметри та маси яких значно перевищують сонячні, а також з багатьох тисяч менш масивних зір.
Вік цього скупчення оцінюється у 2,5 млн років, тому воно вважається дещо молодшим від розташованого неподалік скупчення П'ять близнят, хоча є більшим та щільнішим від останнього. Найбільш розвинені зорі скупчення Арки ледве-ледве полишають головну послідовність, а скупчення П'ять близнят вже має певну кількість гарячих надгігантів, червоний надгігант та три яскраві блакитні змінні.
Згідно з Дональдом Фігером (англ. Donald Figer), астрономом Рочерстерського технологічного інституту (США), 150 мас Сонця (M☉) є верхнім лімітом зоряної маси для поточного віку Всесвіту — він використав телескоп Габбл для спостереження за ~1000 зір у скупченні Арки та не побачив жодної зорі вище цієї маси Однак пізніші дослідження показали, що розрахункові маси зір дуже чутливі до законів поглинання, використаних при їх розрахунку, і в залежності від використаного закону верхня межа ліміту мас може відрізнятися до 30% (тобто може бути знижена зі 150 M☉ до ~100 M☉).
За результатами спостереження за скупченням у 2002–2006 роках астрономи побачили, що воно змістилось на сім мільйонних градуса, що вказує на швидкість руху скупчення понад 200 км/c.

## Значущі зорі скупчення
| Зоря (B=Blum, F=Figer) | Спектральний тип | Зоряна величина (болометрична) | Температура (ефективна, K) | Маса (мас Сонця) | Радіус (радіусів Сонця) |
| ---------------------- | ---------------- | ------------------------------ | -------------------------- | ---------------- | ----------------------- |
| B1                     | WN8-9h           | −10,1                          | 31 700                     | 50 — 60          | 32                      |
| F1                     | WN8-9h           | −11,0                          | 33 200                     | 101 — 119        | 43                      |
| F2                     | WN8-9h           | −10,2                          | 33 500                     | 42 — 49          | 30                      |
| F3                     | WN8-9h           | −10,5                          | 29 600                     | 52 — 63          | 43                      |
| F4                     | WN7-8h           | −11,0                          | 36 800                     | 66 — 76          | 35                      |
| F5                     | WN8-9h           | −10,1                          | 32 100                     | 31 — 36          | 31                      |
| F6                     | WN8-9h           | −11,1                          | 33 900                     | 101 — 119        | 44                      |
| F7                     | WN8-9h           | −11,0                          | 32,900                     | 86 — 102         | 44                      |
| F8                     | WN8-9h           | −10,5                          | 32 900                     | 43 — 51          | 35                      |
| F9                     | WN8-9h           | −11,1                          | 36 600                     | 111 — 131        | 38                      |
| F10                    | O4-6If+          | −10,1                          | 32 200                     | 55 — 69          | 24                      |
| F12                    | WN7-8h           | −10,8                          | 36 900                     | 70 — 82          | 31                      |
| F14                    | WN8-9h           | −10,2                          | 34 500                     | 54 — 65          | 28                      |
| F15                    | O4-6If+          | −10.6                          | 35,600                     | 80 — 97          | 32                      |
| F16                    | WN8-9h           | −10,0                          | 32 200                     | 46 — 56          | 29                      |
| F18                    | O4-6I            | −10,4                          | 36 900                     | 67 — 82          | 26                      |
| F20                    | O4-6I            | −10,0                          | 38 200                     | 47 — 57          | 21                      |
| F21                    | O4-6I            | −10,1                          | 35 500                     | 56 — 70          | 25                      |
| F28                    | O4-6I            | −10,1                          | 39 600                     | 57 — 72          | 23                      |